# Тајна опсесија
Тајна опсесија (енгл. Secret Obsession) амерички је психолошки трилер филм из 2019. године, редитеља Питера Саливана, који је написао сценарио са Крејгом Венманом. Главне улоге глуме Бренда Сонг, Мајк Вогел, Денис Хејзберт и Ешли Скот.
Објављен је 18. јула 2019. године, дистрибутера Netflix-а.

## Радња
У кишној ноћи, жена (Бренда Сонг) бежи низ улицу од непознатог прогонитеља. Ударио ју је аутомобил, при чему је повређена и без свести. Она се буди у болници са амнезијом, не сећајући се ничега о инциденту или свом претходном животу. Мушкарац поред њеног кревета (Мајк Вогел) представља се као Расел Вилијамс, њен муж, и каже јој да се она зове Џенифер. Да би јој помогао да поврати сећање, показује јој фотографије њеног живота, говорећи јој да су јој родитељи погинули у пожару пре две године, да је дала отказ и да ретко разговара са пријатељима.
Детектив Френк Пејџ (Денис Хејзберт), опседнут својим послом након што није успео да пронађе отмичара сопствене ћерке, истражује Џениферину несрећу, а постаје сумњичав према Раселу, који вози камион сличан оном који је виђен у близини места где је Џенифер ударена. Након што је Џенифер отпуштена из болнице, Расел је води у њихов осамљени дом. Џенифер је прогањана кратким бљесковима сећања током кишне ноћи њене несреће. Она постаје нелагодна због Раселовог чудног понашања и схвата да ју је ноћу закључавао у кућу. Такође примећује да је већина фотографија у њеном дому изманипулисана. Френкова истрага га води до куће Џенифериних родитеља, где проналази њихове труле лешеве. Од Џенифериног бившег послодавца сазнаје да је „Расел” заправо Рајан Гејрти, темпераментни радник отпуштен пре више од два месеца.
Док је Рајан напољу, Џенифер проналази своју личну карту у његовом новчанику, коју користи да откључа његов рачунар. Она проналази слике свог стварног мужа Расела (Данијел Буко) и схвата у каквој се опасности налази. Пре него што је успела да побегне, Рајан је онесвести и везује ланцем за кревет, док он излази по намирнице. Када се врати, открива се да се леш правог Расела налази у његовом гепеку.
Френк стиже у њихов дом и покушава да спасе Џенифер, али га Рајан нокаутира, закључавајући га у замрзивач. Он говори Џенифер да ју је волео годинама, али њен недостатак узвраћености и брак са Раселом су га разбеснели, навевши га да убије Расела и отме Џенифер. Џенифер успева да побегне у шуму, док је Рајан јури. Знајући да га Џенифер никада неће волети, Рајан одлучује да је убије својим пиштољем, али Френк га напада пре него што је успео да је упуца, а Џенифер узима пиштољ и пуца Рајана у руку. Рањени Рајан очајнички покушава да побегне ка Џенифер да узме пиштољ, али Џенифер испаљује још један хитац и на крају убија Рајана.
Три месеца касније, Френк даје Џенифер поруку њеног покојног мужа коју је пронашао током истраге. Док она вози, селивши се у Сан Хозе, Раселов глас приповеда белешку, говорећи јој колико је воли.

## Улоге
| Глумац              | Улога                         |
| ------------------- | ----------------------------- |
| Бренда Сонг         | Џенифер Ален Вилијамс         |
| Мајк Вогел          | Расел Вилијамс/Рајан Гејрти   |
| Денис Хејзберт      | детектив Френк Пејџ           |
| Ешли Скот           | медицинска сестра Мастерс     |
| Пол Слоун           | Џим Кан                       |
| Данијел Буко        | прави Расел Вилијамс          |
| Скот Пит            | Реј                           |
| Блер Хики           | Скот                          |
| Мајкл Патрик Макгил | капетан Фицпатрик             |
| Кејси Лич           | Чарли                         |
| Џим Хана            | др Ист                        |
| Сијера Картер       | медицинска сестра за шалтером |
| Ерик Етебари        | Зандер                        |
| Кати Саловски       | касирка                       |
| Џенифер Пео         | мајка                         |

## Продукција
Снимање филма почело је 2018. године на местима Помоне и Малибуа.

## Објављивање
Филм је објављен 18. јула 2019. године на Netflix-у. Netflix је 17. октобра 2019. најавио да је филм погледало преко 40 милиона гледалаца након објављивања на њиховој платформи.

## Пријем
На Rotten Tomatoes-у, филм има оцену одобравања од 29% на основу 17 рецензија, са просеком од 2,84/10. Критички консензус веб-сајта гласи: „Иако може да понуди нека узбуђења и ненамеран смех, Тајна опсесија је углавном формулисан и глуп трилер.”